# Polyspilota griffinii
Polyspilota griffinii är en bönsyrseart som beskrevs av Giglio-Tos 1911. Polyspilota griffinii ingår i släktet Polyspilota och familjen Mantidae. Inga underarter finns listade i Catalogue of Life.